# Francisco Antonio Ramírez de la Piscina
Francisco Antonio Ramírez de la Piscina (Ábalos, c. 1665 – ib., 22 de septiembre de 1724) fue un eclesiástico español, que ocupó el cargo de comisario general de Cruzada entre 1715 y 1724.

## Biografía
Ingresó en el colegio mayor de San Bartolomé de la universidad de Salamanca en 1690, y se licenció en leyes en 1694. En 1701 y 1702, ganó por oposición las cátedras de Instituta y de Código. Ejerció la judicatura del estudio de la Universidad y la metropolitana de la provincia de Santiago. El cardenal de Toledo le dio una canonjía en Toledo 1704 y, posteriormente, el arcedianato de Alcaraz en la misma iglesia, plaza en el consejo de la gobernación del arzobispado, y por último le hizo vicario suyo en Madrid y Toledo. En 1713 le nombró el rey para una plaza del Consejo Supremo de la Inquisición. En 1715 Felipe Antonio Gil de Taboada subdelega en él la Comisaría de Cruzada, y al año siguiente el rey Felipe V le confiere este empleo en propiedad. Después de que el cardenal Alberoni fuese echado de la Corte, Ramírez de la Piscina fue hombre de confianza del rey, con quien consultaba los asuntos más arduos del gobierno. Por derecho hereditario fue patrono de la Divisa, Solar y Casa Real de la Piscina, antigua institución nobiliaria de La Rioja, fundada por Ramiro Sánchez de Pamplona, casado con Cristina Elvira, la hija mayor del Cid, en el año 1110. El 22 de septiembre de 1724 murió en Ábalos, siendo enterrado enterrado en la capilla de San Antonio, mandada edificar por él dentro de la iglesia parroquial, donde puede admirarse todavía su sepulcro y sobre él una estatua orante del difunto.